# Тигр Типу

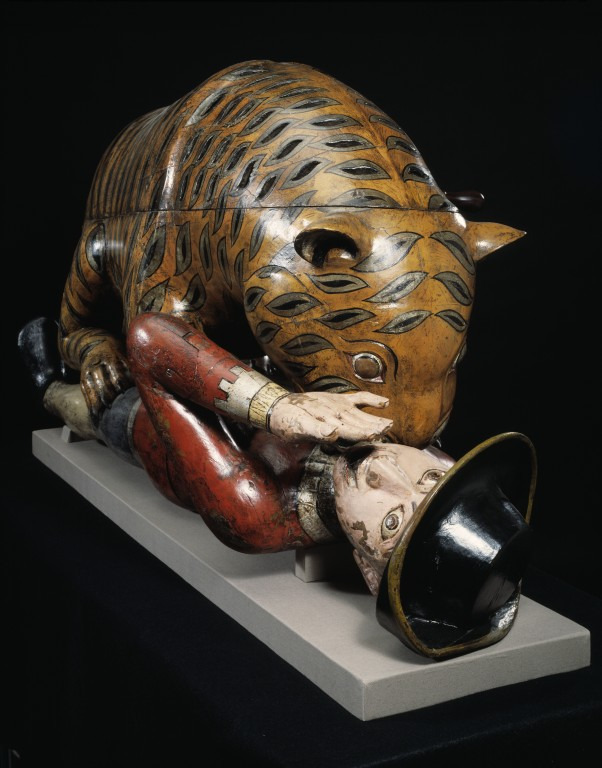

Тигр Типу — механическая игрушка XVIII века, созданная для Типу Султана, правителя княжества Майсур в Индии. Вырезанный из дерева и расписанный корпус представляет собой изображение тигра, напавшего на британского солдата, выполненного в почти натуральную величину. Механизмы внутри тел тигра и человека позволяют одной руке человека двигаться, имитируют звуки воплей изо рта человека и рычания из пасти тигра. Кроме того, откидная створка на боковой стороне тигра содержит клавишную панель небольшого духового органа с 18-ю нотами.
Тигр был создан для Типу на основе его личного герба в виде тигра и выражал его ненависть к своему врагу, британцам из Британской Ост-Индской компании. Тигр был обнаружен в его летней резиденции после того, как войска Ост-Индской компании штурмовали столицу Майсура в 1799 году. Генерал-губернатор, лорд Морнингтон, направил тигра в Великобританию, первоначально намереваясь сделать его экспонатом в лондонском Тауэре. Впервые выставленный для публики Лондона в 1808 году в Ост-Индском доме, затем в здании Ост-Индской компании в Лондоне, после тигр был перемещён в Музей Виктории и Альберта в 1880 году (регистрационный номер 2545 (IS)). В настоящее время игрушка является частью постоянной экспозиции «императорские дворы Южной Индии». С момента прибытия в Лондон и по сей день тигр Типу является популярной достопримечательностью для общественности.
Упоминание о механическом тигре, терзающем британского солдата, есть в неоконченной поэме Джона Китса «Колпак с бубенцами» и романе Бернарда Корнуэлла «Тигр стрелка Шарпа».